# Arne Arvidsson
Sven Arne "Arvid" Arvidsson, född 19 januari 1929 i Husby, död 23 oktober 2008 i Vallentuna, var en svensk spelare (målvakt) i fotboll och bandy. Arvidsson tog tre SM-guld i fotboll med Djurgårdens IF, 1955, 1959 och 1964.
Arne Arvidsson är begravd på Vallentuna kyrkogård.

## Meriter
- 3 SM-guld i fotboll
- 241 Allsvenska matcher under 13 säsonger med Djurgården i fotboll
- Landskamper i fotboll (1954–1965): 27 A och 13 B

## Fotbollsklubbar
- Långshyttans AIK (–1952)
- Djurgårdens IF (1952–1965)
- IFK Eskilstuna (skrev på för IFK Eskilstuna i juni 1957 men ångrade sig och återvände till Djurgården i september 1957 utan att ha spelat någon seriematch för IFK)

## Bandyklubbar
- Djurgårdens IF (1962–1966)